# Only the River Flows
Pour plus de détails, voir Fiche technique et Distribution.
Only the River Flows (河边的错误, Hébiān de cuòwù) est un film chinois réalisé par Wei Shujun, sorti en 2023.
C'est l'adaptation d'une nouvelle de Yu Hua.

## Synopsis
Dans la Chine rurale en 1995, l'inspecteur Ma Zhe enquête sur le meurtre d'une vieille femme retrouvée au bord d'une rivière.

## Fiche technique
Sauf indication contraire, les informations mentionnées dans cette section peuvent être confirmées par la base de données cinématographiques IMDb,  présente dans la section « Liens externes ».
- Titre original : 河边的错误, Hébiān de cuòwù
- Titre français : Only the River Flows
- Réalisation : Wei Shujun
- Scénario : Kang Chunlei et Wei Shujun d'après une nouvelle de Yu Hua
- Direction artistique : Zhang Menglun
- Costumes : Su Chao
- Photographie : Zhiyuan Chengma
- Montage : Matthieu Laclau
- Pays de production : Chine
- Format : Couleurs - 1,85:1
- Genre : policier, thriller
- Durée : 101 minutes
- Dates de sortie :
  - France : 20 mai 2023 (Festival de Cannes 2023), 10 juillet 2024 (sortie nationale)
  - Chine : 21 octobre 2023

## Distribution
- Zhu Yilong : Ma Zhe
- Chloe Maayan : Bai Jie
- Hou Tianlai : chef de la police
- Tong Linkai : Xie

## Distinctions

### Récompense
- Reims Polar 2024 : prix du jury[1],[2],[3]

### Sélection
- Festival de Cannes 2023 : sélection en section Un Certain Regard

## Sortie

### Accueil critique
En France, le site Allociné propose une moyenne de 3,3⁄5, d'après l'interprétation de 22 critiques de presse.